# Akina Nakamori
Akina Nakamori (中森 明菜?, Nakamori Akina; Kiyose, 13 luglio 1965) è una cantante e attrice giapponese, tra le più conosciute in patria negli anni ottanta.

## Biografia
All'età di sedici anni vinse un concorso musicale che le permise di ottenere un contratto con la Warner-Pioneer. Debuttò nel maggio 1982 con il singolo Slow Motion, che rimase per 39 settimane nella classifica Oricon. Negli anni ottanta è contrapposta dai media all'immagine di un'altra "reginetta" del j-pop, la cantante Seiko Matsuda. Rimase all'apice del successo fino al 1989, debuttando anche come attrice in Aitabidachi. Nel 1986 pubblicò il singolo Desire, uno dei suoi più grandi successi.
Nel 1989 il suo fidanzato e collega Masahiko Kondō annullò le potenziali nozze con Akina (lei già girava con un anello in quel periodo) ed il fidanzamento finì. All'epoca si vociferò che questo fu anche a causa di una sua relazione segreta con la "rivale" Seiko Matsuda, tanto chiacchierata e già sposata con l'attore Masaki Kanda, che i due avrebbero avuto quando si incontrarono a New York in quello stesso anno. La cantante rimase molto colpita e nel luglio dello stesso anno tentò il suicidio, prima di ritirarsi dalle scene per un lungo periodo e andare a vivere alle Hawaii.
Dopo la brutta esperienza personale, che la segnò non poco, e che avrebbe influenzato da lì in poi tutta la sua produzione artistica, il ritorno sulle scene avvenne con la MCA Victor Japan nel 1991, ma non riottenne subito lo stesso successo del decennio precedente. Dal '90 ha lavorato anche nel cinema girando film e drama di grande successo e doppiando anche il film anime di Masaaki Ōsumi Hashire Melos!.

## Discografia[2]

### Singoli
|                       | Titolo                                                          | Data di Uscita | Posizione Oricon | Album                                  | Album                                  |
| Warner Pioneer        | Warner Pioneer                                                  | Warner Pioneer | Warner Pioneer   | Warner Pioneer                         | Warner Pioneer                         |
| --------------------- | --------------------------------------------------------------- | -------------- | ---------------- | -------------------------------------- | -------------------------------------- |
| 1                     | Slow Motion (スローモーション)                                  | 01/05/1982     | 30               | Prologue〈jomaku〉                     | Prologue〈jomaku〉                     |
| 2                     | Shojo A (少女A)                                                 | 28/07/1982     | 5                | Variation〈hensokyoku〉                | Variation〈hensokyoku〉                |
| 3                     | Second Love (セカンド・ラブ)                                    | 10/11/1982     | 1                | Fantasy 〈gensokyoku〉                 | Fantasy 〈gensokyoku〉                 |
| 4                     | ½ no Shinwa (½の神話)                                           | 23/02/1983     | 1                | Best Akina Memoir                      | Best Akina Memoir                      |
| 5                     | Twilight -Tasogare- (トワイライト-夕暮れ便り-)                  | 01/06/1983     | 2                | Best Akina Memoir                      | Best Akina Memoir                      |
| 6                     | Kinku (禁区)                                                    | 07/09/1983     | 1                | Best Akina Memoir                      | Best Akina Memoir                      |
| 7                     | Kita Wing (北ウイング)                                          | 01/01/1984     | 2                | ANNIVERSARY                            | ANNIVERSARY                            |
| 7                     | Kita Wing/Refrain (北ウイング／リ・フ・レ・イ・ン)              | 15/12/1984     | 2                | POSSIBILITY                            | POSSIBILITY                            |
| 8                     | Southern Wind (サザン・ウインド)                                | 11/04/1984     | 1                | POSSIBILITY                            | POSSIBILITY                            |
| 9                     | Jukkai(1984) (十戒(1984))                                       | 25/07/1984     | 1                | POSSIBILITY                            | POSSIBILITY                            |
| 10                    | Namida Kazari Janai no (飾りじゃないのよ涙は)                   | 14/11/1984     | 1                | BITTER AND SWEET                       | BITTER AND SWEET                       |
| 11                    | Meu Amor e (ミ・アモーレ)                                       | 08/03/1985     | 1                | D404ME                                 | D404ME                                 |
|                       | Akai Tori Nigeta (赤い鳥逃げた)                                 | 01/05/1985     | 1                | BEST III                               | BEST III                               |
| 12                    | Sand Beige -Sabake he- (SAND BEIGE-砂漠へ-)                     | 19/06/1985     | 1                | BEST                                   | BEST                                   |
| 13                    | SOLITUDE                                                        | 09/10/1985     | 1                | BEST                                   | BEST                                   |
| 14                    | DESIRE -Jonetsu- (DESIRE-情熱-)                                 | 03/02/1986     | 1                | CD'87                                  | CD'87                                  |
| 15                    | Gipsy Queen (ジプシー・クイーン)                                | 26/05/1986     | 1                | CD'87                                  | CD'87                                  |
| 16                    | Fin                                                             | 25/09/1986     | 1                | CD'87                                  | CD'87                                  |
|                       | Nonfiction Ecstasy                                              | 10/11/1986     | 1                | BEST II                                | BEST II                                |
| 17                    | TANGO NOIR                                                      | 04/02/1987     | 1                | CD'87                                  | CD'87                                  |
| 18                    | BLONDE                                                          | 03/06/1987     | 1                | BEST II                                |                                        |
| 19                    | Nanpasen (難破船)                                               | 30/09/1987     | 1                | BEST II                                |                                        |
| 20                    | AL-MAUJ                                                         | 27/01/1988     | 1                | BEST II                                |                                        |
| 21                    | TATTOO                                                          | 18/05/1988     | 1                | BEST II                                |                                        |
| 22                    | I MISSED "THE SHOCK"                                            | 01/11/1988     | 3                | BEST II                                |                                        |
| 23                    | LIAR                                                            | 25/04/1989     | 1                | CRUISE                                 | CRUISE                                 |
| 24                    | Dear Friend                                                     | 17/07/1990     | 1                | BEST III                               |                                        |
| 25                    | Mizu ni Sashita Hana (水に挿した花)                             | 06/11/1990     | 1                | BEST III                               |                                        |
| 26                    | Futarishizuka (二人静)                                          | 25/03/1991     | 3                | BEST III                               |                                        |
| MCA Victor            |                                                                 |                |                  |                                        |                                        |
| 27                    | Everlasting Love/NOT CRAZY FOR ME                               | 21/05/1993     | 10               | UNBALANCE+BALANCE                      |                                        |
| 28                    | Kataomoi/Aibu (片想い／愛撫)                                    | 24/03/1994     | 17               | UNBALANCE+BALANCE                      | Utahime                                |
| 29                    | Yoru no Dokokade ~night shift~ (夜のどこかで 〜night shift〜)   | 02/09/1994     | 14               |                                        |                                        |
| 30                    | Gekka (月華)                                                    | 05/10/1994     | 8                |                                        |                                        |
| 31                    | Genshi, Onna wa Taiyou Datta (原始、女は太陽だった)             | 21/06/1995     | 15               | la alteración                          | la alteración                          |
| 32                    | Tokyo Rose                                                      | 01/11/19965    | 32               | true album akina 95 best               | true album akina 95 best               |
| 33                    | MOONLIGHT SHADOW -Tsuki ni Hoero (MOONLIGHT SHADOW〜月に吠えろ) | 07/08/1996     | 14               | SHAKER                                 | SHAKER                                 |
| 34                    | APPETITE                                                        | 21/02/1997     | 46               | SHAKER                                 | SHAKER                                 |
| Gaus Entertaiment     |                                                                 |                |                  |                                        |                                        |
| 35                    | Kisei~Never Forget~ (帰省 〜Never Forget〜)                     | 11/02/1998     | 19               | SPOON                                  | SPOON                                  |
| 36                    | Konya, Nagareboshi (今夜、流れ星)                               | 21/05/1998     | 66               | SPOON                                  | SPOON                                  |
| 37                    | Tomadoi (とまどい)                                              | 23/09//1998    | 40               | will                                   | will                                   |
| 38                    | Ophelia (オフェリア)                                            | 21/01/1999     | 29               | will                                   | will                                   |
| 39                    | Trust Me                                                        | 01/05/2001     | 57               | will                                   | will                                   |
| @ease                 |                                                                 |                |                  |                                        |                                        |
| 40                    | It's brand new day                                              | 31/05/2000     | -                |                                        |                                        |
| Universal Music Japan |                                                                 |                |                  |                                        |                                        |
| 41                    | The Heat ~musica fiesta~                                        | 02/05/2002     | 20               | Resonancia                             | Resonancia                             |
| 42                    | Days                                                            | 30/04/2003     | 30               | I hope so                              | I hope so                              |
| 43                    | Akai Hana (赤い花)                                              | 12/05/2004     | 40               | BEST FINGER 25th anniversary selection | BEST FINGER 25th anniversary selection |
| 44                    | Hajime Deatta Hi no You ni (初め出逢った日のように)             | 07/07/2004     | 50               | BEST FINGER 25th anniversary selection | BEST FINGER 25th anniversary selection |
| 45                    | Rakkaryuusui (落花流水)                                         | 07/12/2005     | 43               | DESTINATION                            | DESTINATION                            |
| 46                    | Hana yo Odore (花よ踊れ)                                        | 17/05/2006     | 23               | DESTINATION                            | DESTINATION                            |
| 47                    | DIVA                                                            | 23/09/2009     | 50               | DIVA                                   | DIVA                                   |
| 48                    | Crazy Love                                                      | 13/07/2010     | -                | All Time Best-Original-                | All Time Best-Original-                |
| 49                    | Rojo -Tierra-                                                   | 21/01/2015     | 8                | FIXER                                  | FIXER                                  |
| 50                    | unfixable                                                       | 23/02/2016     | 20               | FIXER                                  | FIXER                                  |
| 51                    | FIXER -WHILE THE WOMEN ARE SLEEPING-                            | 24/02/2016     | 32               | FIXER                                  | FIXER                                  |

### Album in Studio
- 1982.07-プロローグ〈序幕〉
- 1982.10-バリエーション〈変奏曲〉
- 1983.03-ファンタジー〈幻想曲〉
- 1983.08-New Akina: エトランゼ
- 1984.05-Anniversary
- 1984.10-Possibility
- 1985.04-Bitter and Sweet
- 1985.08-D404ME
- 1986.08-不思議 (Fushigi)
- 1986.12-Crimson (クリムゾン)
- 1987.08-Cross My Palm
- 1988.03-Stock
- 1988.08-Femme Fatale
- 1989.07-Cruise (クルーズ)
- 1993.09-Unbalance+Balance
- 1995.07-La alteración
- 1997.03-Shaker
- 1998.06-Spoon
- 1999.12-Will
- 2002.05-Resonancia
- 2003.05-I hope so
- 2006.06-Destination
- 2009.08-Diva
- 2015.12-Fixer
- 2017.11-明菜

### Mini-Album
|                | Titolo         | Data di uscita | Posizione Oricon |
| Warner Pioneer | Warner Pioneer | Warner Pioneer | Warner Pioneer   |
| -------------- | -------------- | -------------- | ---------------- |
| 1              | Seventeen      | 24/12/1982     | 1                |
| 2              | SILENT LOVE    | 21/12/1984     | 2                |
| 3              | MY BEST THANKS | 21/12/1985     | 1                |
| 4              | Wonder         | 01/06/1988     | 2                |
| MCA Victor     |                |                |                  |
| 5              | VAMP           | 18/12/1996     | 30               |

### Album dal vivo
|                | Titolo                      | Data di uscita | Posizione Oricon |
| Warner Pioneer | Warner Pioneer              | Warner Pioneer | Warner Pioneer   |
| -------------- | --------------------------- | -------------- | ---------------- |
| 1              | AKINA EAST LIVE INDEX-XXIII | 28/11/1989     | 6                |
| 2              | Listen To ME                | 28/11/1991     | 5                |

### Raccolte
|    | Titolo | Data di uscita | Posizione Oricon | Etichetta      |
| -- | --- | -------------- | ---------------- | -------------- |
| 1  | BEST AKINA Memoir (BEST AKINA メモワール)                                                                         | 20/12/1983     | 1                | Warner Pioneer |
| 2  | BEST | 01/04/1986     | 1                | Warner Pioneer |
| 3  | CD'87 | 01/05/1987     | 1                | Warner Pioneer |
| 4  | BEST II | 24/12/1988     | 1                | Warner Pioneer |
| 5  | BEST III | 10/11/1992     | 6                | Warner Pioneer |
| 6  | true album akina 95 best                                                                                          | 06/12/1995     | 16               | MCA Victor     |
| 7  | COLLECTION 1982～1991                                                                                             | 01/05/1996     | -                | Warner         |
| 8  | Super Best (スーパーベスト)                                                                                       | 04/03/1998     | 43               | MCA Victor     |
| 9  | Recollection~Akina Nakamori Super Best~ (Recollection～中森明菜スーパー・ベスト～)                                | 25/05/1998     | -                | Warner         |
| 10 | Regeneration ~Akina Nakamori Re-Mix~ (Regeneration ～中森明菜RE-MIX～)                                            | 25/06/1998     | -                | Warner         |
| 11 | Regeneration II ~Akina Nakamori Re-MixII~ (Regeneration II ～中森明菜RE-MIXII～)                                  | 25/09/1998     | -                | Warner         |
| 12 | Best Collection (ベストコレクション)                                                                              | 21/10/1998     | -                | MCA Victor     |
| 13 | AKINA NAKAMORI 20th ANNIVERSARY BEST                                                                              | 14/11/2001     | -                | Warner         |
| 14 | Super Value (スーパー・バリュー)                                                                                  | 19/12/2001     | -                | Universal      |
| 15 | Akina Nakamori ~Utahime Double Decade~ (Akina Nakamori〜歌姫ダブル・ディケイド)                                   | 04/12/2002     | 8                | Universal      |
| 16 | Akina Nakamori Singles 27 1982-1991 (中森明菜シングルス27 1982-1991)                                              | 26/02/2003     | -                | Warner         |
| 17 | BEST FINGER ～25th anniversary selection                                                                          | 11/01/2006     | 29               | Universal      |
| 18 | Very Best Akina Nakamori (ベリーベスト 中森明菜)                                                                  | 15/12/2006     | -                | ARC            |
| 19 | Utahime~25TH ANNIVERSARY SELECTION~ (歌姫ベスト 〜25th Anniversary Selection〜)                                   | 17/01/2007     | 9                | Universal      |
| 20 | Ballad Best ~25th Anniversary Selection~ (バラード・ベスト～25th Anniversary Selection～)                         | 28/03/2007     | 13               | Universal      |
| 21 | Utahime Densetsu~90's Best~ (歌姫伝説 〜90's BEST〜)                                                              | 27/02/2008     | 37               | Universal      |
| 22 | Complete Singles Collection~First Ten Years~ (コンプリート・シングル・コレクションズ～ファースト・テン・イヤーズ) | 10/06/2009     | -                | Warner         |
| 23 | Best Collection~Love Song & Pop Songs~ (ベスト・コレクション ～ラブ・ソングス&ポップ・ソングス～)                 | 11/07/2010     | 15               | Warner         |
| 24 | Dramatic Airport - AKINA TRAVEL SELECTION- (ドラマティック・エアポート -AKINA TRAVEL SELECTION-)                  | 29/01/2014     | -                | Warner         |
| 25 | Burning Love~Jonetsu no Natsu Best (バーニング・ラヴ ～情熱の夏ベスト～)                                          | 18/06/2014     | -                | Warner         |
| 26 | All Time Best Utahime (Cover) (オールタイム・ベスト -歌姫(カヴァー))                                              | 06/08/2014     | 7                | Universal      |
| 27 | All Time Best -Original- (オールタイム・ベスト ‐オリジナル‐)                                                      | 06/08/2014     | 3                | Universal      |
| 28 | Singles～1981-85 中森明菜 11 Great Hit Singles+6 by Yuzo Shimada                                                  | 21/12/2022     | 32               | Warner         |